# Hugo Tocalli
Hugo Daniel Tocalli, mais conhecido como Hugo Tocalli (Monte Buey, 21 de janeiro de 1948), é um treinador e ex-futebolista argentino que atuava como goleiro.

## Carreira
Tocalli começou sua carreira em 1970 com o Deportivo Morón. Em 1971, juntou-se Nueva Chicago, onde jogou até 1974.
Em 1975, Tocalli começou sua primeira passagem com Quilmes antes de passar para Argentinos Juniors, em 1977, onde foi companheiro de equipa do jovem Diego Maradona.
Tocalli voltou a Quilmes, em 1978 e fez parte da equipe que venceu o Campeonato Metropolitano em 1978. Ele ficou com o clube até 1983.
Tocalli tiveram curtos períodos com Unión de Santa Fe e Atlanta antes de se aposentar em 1985
Como treinador comandou equipes da Argentina e Chile, além da seleção sub-20 e Chile, onde esteve anteriormente

## Títulos

### Como jogador
Quilmes
- Metropolitano: 1978

### Como treinador
Argentina
- Mundial Sub-20: 2007

Colo-Colo
- Campeonato Chileno: 1978